# Prem'er-Liga 2014-2015
La Prem'er-Liga 2014-2015 è stata la ventitreesima edizione della massima serie del campionato russo di calcio dopo la dissoluzione dell'Unione Sovietica e la tredicesima edizione sotto l'attuale denominazione, Prem'er-Liga. Il titolo è stato vinto dallo Zenit San Pietroburgo per la quarta volta nella sua storia. Capocannoniere del torneo è stato Hulk, calciatore dello Zenit San Pietroburgo, con 15 reti.

## Stagione

### Novità
Dalla Prem'er-Liga 2013-2014 erano stati retrocessi l'Anži e il Volga Nižnij Novgorod, mentre dalla PFN Ligi 2013-2014 erano stati promossi il Mordovija e l'Arsenal Tula. Dopo gli spareggi promozione/retrocessione il Tom' Tomsk e il Kryl'ja Sovetov Samara sono stati sconfitti e retrocessi, mentre sono stati promossi l'Ufa e la Torpedo Mosca.

### Formula
Le sedici squadre partecipanti si sono affrontate in un girone all'italiana con partite di andata e ritorno per un totale di 30 giornate. La prima classificata al termine della stagione regolare era designata campione di Russia e ammessa alla fase a gironi della UEFA Champions League 2015-2016. La seconda classificata veniva ammessa al terzo turno di qualificazione della UEFA Champions League. Le squadre terza e quarta classificate venivano ammessa in UEFA Europa League 2015-2016, direttamente al terzo turno di qualificazione, assieme alla vincitrice della Coppa di Russia, ammessa direttamente alla fase a gironi. Le ultime due classificate erano retrocesse in Pervenstvo Futbol'noj Nacional'noj Ligi, mentre tredicesima e quattordicesima classificate venivano ammesse agli spareggi promozione/retrocessione contro terza e quarta classificate della PFN Ligi per due posti in massima serie.

## Squadre partecipanti
| Squadra               | Stagione | Città           | Stadio                   | Stagione 2013-2014        |
| --------------------- | -------- | --------------- | ------------------------ | ------------------------- |
| Amkar Perm'           | dettagli | Perm'           | Stadio Zvezda            | 10º posto in Prem'er-Liga |
| Arsenal Tula          | dettagli | Tula            | Stadio Arsenal           | 2º posto in PFN Ligi      |
| CSKA Mosca            | dettagli | Mosca           | Arena Chimki             | Campione di Russia        |
| Dinamo Mosca          | dettagli | Mosca           | Arena Chimki             | 4º posto in Prem'er-Liga  |
| Krasnodar             | dettagli | Krasnodar       | Stadio Kuban'            | 5º posto in Prem'er-Liga  |
| Kuban'                | dettagli | Krasnodar       | Stadio Kuban'            | 8º posto in Prem'er-Liga  |
| Lokomotiv Mosca       | dettagli | Mosca           | Stadio Lokomotiv         | 3º posto in Prem'er-Liga  |
| Mordovija             | dettagli | Saransk         | Start Stadion            | 1º posto in PFN Ligi      |
| Rostov                | dettagli | Rostov sul Don  | Stadio Olimp-2           | 7º posto in Prem'er-Liga  |
| Rubin                 | dettagli | Kazan'          | Kazan Arena Stadio Rubin | 9º posto in Prem'er-Liga  |
| Spartak Mosca         | dettagli | Mosca           | Otkrytie Arena           | 6º posto in Prem'er-Liga  |
| Terek Groznyj         | dettagli | Groznyj         | Achmat-Arena             | 12º posto in Prem'er-Liga |
| Torpedo Mosca         | dettagli | Mosca           | Stadio Ėduard Strel'cov  | 3º posto in PFN Ligi      |
| Ufa                   | dettagli | Ufa             | Stadio Dinamo            | 4º posto in PFN Ligi      |
| Ural                  | dettagli | Ekaterinburg    | Stadio Centrale          | 11º posto in Prem'er-Liga |
| Zenit San Pietroburgo | dettagli | San Pietroburgo | Stadio Petrovskij        | 2º posto in Prem'er-Liga  |

## Classifica finale
|  | Pos. | Squadra               | Pt | G  | V  | N  | P  | GF | GS | DR  |
|  | ---- | --------------------- | -- | -- | -- | -- | -- | -- | -- | --- |
|  | 1.   | Zenit San Pietroburgo | 67 | 30 | 20 | 7  | 3  | 58 | 17 | +41 |
|  | 2.   | CSKA Mosca            | 60 | 30 | 19 | 3  | 8  | 67 | 27 | +40 |
|  | 3.   | Krasnodar             | 60 | 30 | 17 | 9  | 4  | 52 | 27 | +25 |
|  | 4.   | Dinamo Mosca          | 50 | 30 | 14 | 8  | 8  | 53 | 36 | +17 |
|  | 5.   | Rubin                 | 48 | 30 | 13 | 9  | 8  | 39 | 33 | +6  |
|  | 6.   | Spartak Mosca         | 44 | 30 | 12 | 8  | 10 | 42 | 42 | 0   |
|  | 7.   | Lokomotiv Mosca       | 43 | 30 | 11 | 10 | 9  | 31 | 25 | +6  |
|  | 8.   | Mordovija             | 38 | 30 | 11 | 5  | 14 | 22 | 43 | -21 |
|  | 9.   | Terek Groznyj         | 37 | 30 | 10 | 7  | 13 | 30 | 30 | 0   |
|  | 10.  | Kuban'                | 36 | 30 | 8  | 12 | 10 | 32 | 36 | -4  |
|  | 11.  | Amkar Perm'           | 32 | 30 | 8  | 6  | 14 | 25 | 42 | -17 |
|  | 12.  | Ufa                   | 31 | 30 | 7  | 10 | 13 | 26 | 39 | -13 |
|  | 13.  | Ural                  | 30 | 30 | 9  | 3  | 18 | 31 | 44 | -13 |
|  | 14.  | Rostov                | 29 | 30 | 7  | 8  | 15 | 27 | 51 | -24 |
|  | 15.  | Torpedo Mosca         | 29 | 30 | 6  | 11 | 13 | 28 | 45 | -17 |
|  | 16.  | Arsenal Tula          | 25 | 30 | 7  | 4  | 12 | 20 | 46 | -26 |

Legenda:
      Campione di Russia e ammessa alla UEFA Champions League 2015-2016.
      Ammessa alla UEFA Champions League 2015-2016.
      Ammessa alla UEFA Europa League 2015-2016.
 Ammessa ai play-off promozione/retrocessione.
      Retrocesse in PFN Ligi 2015-2016.
Note:
Tre punti a vittoria, uno a pareggio, zero a sconfitta.
La classifica viene stilata secondo i seguenti criteri:
- Punti conquistati
- Punti conquistati negli scontri diretti
- Differenza reti negli scontri diretti
- Reti realizzate in trasferta negli scontri diretti
- Differenza reti generale
- Partite vinte
- Reti totali realizzate
- Spareggio

## Risultati
|                       | Amk | Ars | CSK | DiM | Kra | Kub | LoM | Mor | Ros | Rub | SpM | Ter | Tom | Ufa | Ura | Zen |
| --------------------- | --- | --- | --- | --- | --- | --- | --- | --- | --- | --- | --- | --- | --- | --- | --- | --- |
| Amkar Perm'           | ––– | 0-1 | 1-0 | 2-0 | 1-2 | 1-0 | 1-1 | 0-1 | 2-0 | 0-3 | 2-0 | 2-1 | 0-0 | 0-1 | 2-1 | 1-0 |
| Arsenal Tula          | 4-0 | ––– | 1-4 | 1-2 | 0-3 | 0-1 | 0-2 | 0-1 | 1-1 | 0-0 | 1-0 | 1-1 | 1-3 | 0-1 | 1-2 | 0-4 |
| CSKA Mosca            | 2-1 | 2-1 | ––– | 1-2 | 1-1 | 6-0 | 1-0 | 4-0 | 6-0 | 3-0 | 0-1 | 1-0 | 4-1 | 5-0 | 3-1 | 0-1 |
| Dinamo Mosca          | 5-0 | 2-2 | 1-0 | ––– | 1-1 | 2-2 | 2-2 | 2-1 | 7-3 | 0-2 | 1-2 | 3-0 | 0-0 | 3-1 | 2-0 | 0-1 |
| Krasnodar             | 1-1 | 3-0 | 2-1 | 0-2 | ––– | 3-2 | 1-0 | 4-0 | 2-1 | 2-0 | 4-0 | 2-0 | 2-2 | 0-2 | 1-1 | 2-2 |
| Kuban'                | 1-0 | 5-1 | 0-1 | 1-2 | 1-1 | ––– | 2-1 | 0-0 | 2-2 | 2-1 | 3-3 | 1-0 | 1-1 | 2-0 | 0-2 | 0-0 |
| Lokomotiv Mosca       | 3-1 | 0-1 | 1-3 | 4-2 | 0-0 | 1-1 | ––– | 1-1 | 2-1 | 3-0 | 1-0 | 2-1 | 2-0 | 0-0 | 1-0 | 0-1 |
| Mordovija             | 1-0 | 1-0 | 0-1 | 0-1 | 2-1 | 0-0 | 0-0 | ––– | 0-0 | 0-1 | 1-3 | 1-0 | 1-0 | 0-2 | 2-1 | 1-0 |
| Rostov                | 1-1 | 0-1 | 1-1 | 2-2 | 0-2 | 2-1 | 0-1 | 2-1 | ––– | 1-2 | 2-1 | 0-1 | 1-0 | 2-0 | 1-0 | 0-5 |
| Rubin Kazan'          | 1-1 | 1-0 | 2-1 | 1-1 | 1-2 | 1-0 | 1-1 | 5-0 | 2-0 | ––– | 0-4 | 2-1 | 2-1 | 1-1 | 2-1 | 0-1 |
| Spartak Mosca         | 3-3 | 2-0 | 0-4 | 1-0 | 1-3 | 1-1 | 1-1 | 4-2 | 1-1 | 1-0 | ––– | 1-1 | 3-1 | 1-2 | 2-0 | 1-1 |
| Terek Groznyj         | 4-0 | 3-0 | 1-2 | 0-0 | 0-1 | 0-0 | 0-0 | 1-0 | 2-1 | 1-1 | 4-2 | ––– | 0-1 | 1-0 | 1-3 | 1-2 |
| Torpedo Mosca         | 1-1 | 0-1 | 0-2 | 1-3 | 0-3 | 0-0 | 0-1 | -   | 2-1 | 2-2 | 0-1 | 0-0 | ––– | 2-2 | 3-1 | 1-1 |
| Ufa                   | 1-1 | 0-1 | 3-3 | 0-2 | 0-2 | 3-2 | 1-0 | 1-2 | 0-0 | 1-1 | 1-2 | 0-1 | 1-1 | ––– | 0-1 | 1-1 |
| Ural                  | 1-0 | 0-1 | 3-4 | 2-1 | 1-1 | 0-1 | 2-0 | 2-3 | 0-1 | 1-3 | 2-0 | 0-1 | 0-2 | 1-1 | ––– | 1-2 |
| Zenit San Pietroburgo | 2-0 | 1-0 | 2-1 | 3-2 | 4-0 | 1-0 | 1-0 | 5-0 | 3-0 | 1-1 | 0-0 | 1-3 | 8-1 | 1-0 | 3-0 | ––– |

## Spareggi promozione-retrocessione
|            | Risultati |            | Luogo e data                  |
| ---------- | --------- | ---------- | ----------------------------- |
| Tom' Tomsk | 0 - 1     | Ural       | Tomsk, 3 giugno 2015          |
| Ural       | 0 - 0     | Tom' Tomsk | Tjumen', 7 giugno 2015        |
|            |           |            |                               |
| Tosno      | 0 - 1     | Rostov     | Tichvin, 3 giugno 2015        |
| Rostov     | 4 - 1     | Tosno      | Rostov sul Don, 7 giugno 2015 |
|            |           |            |                               |

## Statistiche

### Classifica marcatori
| Gol |  |  | Giocatore        | Squadra               |
| --- |  |  | ---------------- | --------------------- |
| 15  |  |  | Hulk             | Zenit San Pietroburgo |
| 13  |  |  | Roman Erëmenko   | CSKA Mosca            |
| 13  |  |  | Quincy Promes    | Spartak Mosca         |
| 13  |  |  | Salomón Rondón   | Zenit San Pietroburgo |
| 12  |  |  | Bibras Natkho    | CSKA Mosca            |
| 10  |  |  | Igor Portnjagin  | Rubin                 |
| 10  |  |  | Ahmed Musa       | CSKA Mosca            |
| 10  |  |  | Kevin Kurányi    | Dinamo Mosca          |
| 9   |  |  | Aleksej Ionov    | Dinamo Mosca          |
| 9   |  |  | Mauricio Pereyra | Krasnodar             |